# یگوریفکا (شهرستان کویورگازینسکی، باشقیرستان)
یگوریفکا (انگلیسی: Yegoryevka, Kuyurgazinsky District, Republic of Bashkortostan) یک شهرک در شهرستان کویورگازینسکی جمهوری باشقیرستان در کشور روسیه است.